# نوسي كومبا
نوسي كومبا (النطق المالغاشي: [nusʲ ˈkuᵐba]، وتعني حرفيًا "جزيرة الليمورات")، والمعروفة أيضًا باسم نوسي أمباريوفاتو، هي جزيرة بركانية صغيرة في مدغشقر، تقع بين جزيرة نوسي بي والساحل الشمالي الغربي للجزيرة الرئيسية لمدغشقر. وهي دائرية الشكل تقريبًا، وترتفع بشكل حاد نحو هضبة وقمة أنتانيناومبي في وسط الجزيرة. تُدار كجزء من مقاطعة نوسي بي ضمن إقليم ديانا، وتنقسم الجزيرة إلى خمس "فوكُنتاني" (قرى)، وتُعد قرية أمبانغورينا القرية الرئيسية والمركز الإداري. يتركز السكان في النصف الشمالي من الجزيرة.
يعتمد اقتصاد الجزيرة بشكل رئيسي على السياحة والحرف اليدوية، إلى جانب مجموعة واسعة من المنتجات الزراعية. وتخدم الفنادق وبيوت الضيافة السياح، خاصة القادمين في رحلات من نوسي بي.
تتوزع الأراضي المنخفضة في الجزيرة بين غابات ثانوية وفسيفساء من الأراضي الزراعية والمزارع (وخاصة زراعة القهوة تحت الظل)، في حين أن المرتفعات تتكون أساسًا من أراضٍ شجرية قليلة وكثبان خيزران في الأجزاء الشمالية. تضم الجزيرة مجموعة متنوعة من الزواحف والبرمائيات، رغم أن هذا التنوع تراجع بسبب إزالة الغابات. وتشتهر الجزيرة بليموراتها السوداء، مما يجعلها وجهة رئيسية للسياحة البيئية.
خلال القرنين التاسع عشر والعشرين، تعرّضت الجزيرة لإزالة كثيفة للغابات، ولم يتبقَ منها سوى جيوب صغيرة من الغابات القديمة في المناطق النائية. ورغم وجود غابة محمية تقليديًا وأرابوريتم (حديقة نباتية للأشجار) أُنشئ في الحقبة الاستعمارية، فإن الحماية الفعلية للأخير شبه معدومة، وتستمر أعمال القطع الجائر للأخشاب بشكل غير قانوني.
في أوائل القرن التاسع عشر، استقر في المنطقة عدد كبير من لاجئي قبيلة الساكالافا وعبيدهم الفارين من هيمنة مملكة الميرينا. وفي عام 1840، سيطرت فرنسا على الجزيرة، وحولتها إلى مركز لوجستي لاستيراد الخدم بعقود عمل والعبيد المحليين، ولاحقًا أصبحت ملاذًا صحيًا (مصحًا) للمستعمرين الأوروبيين.

## الجغرافيا
نوسي كومبا هي جزيرة بركانية دائرية صغيرة تبلغ مساحتها 27.9 كيلومترًا مربعًا (10.8 أميال مربعة). تقع على بُعد 3 كيلومترات (2 ميل) جنوب جزيرة نوسي بي الأكبر، و4 كيلومترات (2.5 ميل) شمال بلدة دواني، وهي أقرب نقطة من الجزيرة الرئيسية لمدغشقر. الأراضي المنخفضة في نوسي كومبا مقسّمة إلى حد كبير بين المزارع والغابات الثانوية، بينما تسود الأشجار القليلة والمنخفضة (الشجيرات) في المرتفعات. ترتفع جميع جوانب الجزيرة بشكل حاد نحو الهضبة المركزية. ويصل ارتفاع قمة الجزيرة، أنتانيناومبي، إلى 622 مترًا (2,041 قدمًا)، وبالقرب منها توجد قمة ثانوية أقل ارتفاعًا تُدعى أنكيسوابي 
تتلقى الجزيرة كميات كبيرة من الأمطار معظم فترات السنة، لكنها تمر بموسم جاف من يونيو حتى سبتمبر. وتشير بيانات الطقس من جزيرة نوسي بي المجاورة إلى أن متوسط درجة الحرارة السنوي يبلغ حوالي 26 درجة مئوية (79 درجة فهرنهايت).
تشكلت الجزيرة خلال أو بعد نهاية العصر الطباشيري قبل 66 مليون سنة، عندما انفصلت مدغشقر عن قارة أفريقيا. وتتكون الكتلة الأرضية للجزيرة من تسرب ناري يتألف من الغابرو والنيفلين محاطًا بصخور الشست. ظهرت فترة أو أكثر من النشاط البركاني في منطقة نوسي بي البركانية خلال العصر الميوسيني، ويُقدر عمر الصخور النارية في نوسي كومبا بحوالي 10 ملايين سنة. وخلال الفترة الجليدية الأخيرة، كانت الجزيرة متصلة بجزر أخرى مجاورة، بما في ذلك نوسي بي. ولكن قبل نحو 8,000 سنة، تسببت مستويات البحر المرتفعة في فصلها عن الجزيرة الرئيسية لمدغشقر. 